# Цыденов, Лубсан-Сандан
Лубса́н-Санда́н Цыде́нов (Сандан Санданович Сугада) (1841, Кижинга — 15 мая 1922, Ново-Николаевск) — бурятский лама тибетской традиции гэлуг. Религиозный лидер, реформатор, политический деятель.

## Биография
Родился в улусе Кижинга Хоринской степной думы, где был приписан ко двору своего деда Цыдена Балтуева. В 10 лет отдан на обучение в Кижингинский дацан и в 35 лет получил здесь свою первую учёную степень. Затем несколько лет учился в Гусиноозёрском дацане, где достиг степени габжи.
В 1896 году Цыденов входил в состав делегации бурятских лам на коронацию Николая II в Москве. Здесь возник инцидент: на приёме у нового императора, когда представители всех религий встали на колени, отличавшийся высоким ростом Лубсан-Сандан Цыденов остался стоять.
На рубеже XIX—XX веков в Россию несколько раз приезжал тибетский лама Гьяяг Ринпоче из монастыря Гумбум. Они с Цыденовым вступили в переписку, и затем известный своей необщительностью лама Цыденов, несмотря на старшинство по возрасту, принимал у него посвящения. Во время последнего визита Гьяяг Ринпоче в 1910 году его попросили переродиться в Бурятии, на что он дал своё согласие. В 1913 году тибетский лама умер.
В Кижингинском дацане у Цыденова появились свои последователи. Во время первого визита Гьяяг Ринпоче он стал разрабатывать идею об уходе от монастырской жизни и следованию идеалам буддийских йогинов Индии, включавшим отшельническую жизнь. Не найдя общего языка с руководством дацана, он ушёл в лес для занятий медитацией. Его скит разместился на склоне Худанского хребта, через реку (Худан) от села Усть-Орот. За ним последовали 4—5 учеников. В лесу он провёл 23 года.
Начатое Цыденовым движение было названо балагатским. Его сторонники покидали Кижингинский и Чесанский дацаны, и переходили в Шолутайский дацан, ставший центром нового движения.
В феврале 1919 года хоринские буряты, страдавшие от Гражданской войны, в первую очередь от насильственного привлечения в ряды Белой армии, обратились с письменной просьбой о защите к Цыденову. 23 апреля 1919 года на склоне горы Челсана состоялся съезд (Учредительный Великий суглан) из 102 делегатов, провозгласивший создание «Кодунай эрхидж балгасан», Кодунского государства, главой которого был избран Цыденов. Провозглашённое государство не занималось формированием армии, однако давало бурятам повод отказывать командующим Белого движения в службе, направляя их к Цыденову как своему главе.
В ночь 10—11 мая 1919 года в ставку Цыденова в урочище Соорхэ прибыл отряд семёновцев и полковник Корвин-Пиотровский. Они арестовали главу Кодунского государства и ещё 13 человек. 19 июня Цыденов был отпущен как «ненормальный». Однако его популярность значительно возросла.
В течение 1919 года Цыденов ещё два раза арестовывался представителями Белого движения. В марте 1920 года режим атамана Семёнова в восточной Бурятии пал и к власти пришла администрация Дальневосточной республики, отличавшаяся ещё меньшей симпатией к Цыденову. Почти всё оставшееся время до своей смерти Цыденов провёл в местах заключения, однако продолжал поддерживать связь со своими сподвижниками. В начале июля 1921 по его письму из тюрьмы состоялось возведение в сан его преемника, признанного им перерождением Гьяяг Ринпоче Б. Дандарона, которому тогда было 8 лет. В 1922 году Цыденов был выслан в Ново-Николаевск, что имело целью прервать его связь с кижингинскими последователями.
9 мая 1922 года Лубсан-Сандан Цыденов поступил в городскую больницу Ново-Николаевска. 16 мая врачи составили заключение о его смерти 15 мая 1922 года от левостороннего плеврита.